# Deadache
Deadache ist das vierte Studioalbum der finnischen Band Lordi, das am 24. Oktober 2008 in Deutschland erschien und am 31. Oktober 2008 weltweit veröffentlicht wurde. Wie schon bei „The Arockalypse“ wurden auch bei „Deadache“ die Kostüme der Mitglieder verändert. Die öffentliche Release Party war am 31. Oktober 2008 im Club Tavastia in Helsinki, traditionell an Halloween. Außerdem gab es in Deutschland zahlreiche „Lordi Halloween Party’s“, bei denen man mit Maske aus dem Digipack entweder freien Eintritt oder ein Frei-Getränk bekam.

## Aufnahme
Lordi begann mit den Aufnahmen für Deadache am 7. Mai 2008. Für das neue Album hatte die Gruppe 60 Demos geschrieben, von denen sich die Band 14 Stück zum Aufnehmen aussuchte.
Die Aufnahmen waren im August beendet.

## Presse
Die Bandmitglieder Kita und Amen sagten Folgendes über Deadache:
[Kita] „Es ist ein alter Titel. Der Titel bedeutet irgendetwas. Wir hatten 60 Lieder und haben uns 14 herausgesucht. Wir hatten keine besonderen (musikalischen) Vorstellungen davon. Wir haben einfach das gemacht, was wir wollten. Eigentlich denken wir nie! (lacht).“ Amen: „Wir machen, was gut zu sein scheint.“

## Musik
Deadache ist ein Melodic-Hard-Rock-Album, aber es enthält mehr dunklere Töne als Lordis vorherige Alben. Alle Mitglieder leisteten einen Beitrag zu den Songs, ein Highlight ist der Song „The Rebirth Of The Countess“, geschrieben von Keyboarderin Awa. So enthält dieser einen in Französisch gesprochenen Teil. Der Song „Missing Miss Charlene“ ist überdies zu erwähnen, da Mr.Lordi diesen Song bereits im Alter von 12 Jahren mit einigen Freunden aus Rovaniemi komponierte.
Die Orgel am Anfang und zwischen den Strophen des Liedes „The Devil Hides Behind Her Smile“ ist vom „Phantom der Oper“ übernommen.

## Platzierungen
| Chart (2008)   | Position |
| -------------- | -------- |
| Österreich     | 51       |
| Finnland       | 5        |
| Schweden       | 42       |
| Schweiz        | 73       |
| Deutschland    | 33       |
| Großbritannien | 38       |
| USA            | 13       |

## MySpace Pre-Listening Session
Am 20. Oktober 2008 gab Lordi bekannt, dass ein weiterer Titel von Deadache bis zum 24. Oktober täglich auf ihrer Myspace-Seite veröffentlicht wird.
Folgende Lieder wurden veröffentlicht:
- - Montag (20. Oktober) – Man Skin Boots – 3:42
  - Dienstag (21. Oktober) – Evilyn – 4:00
  - Mittwoch (22. Oktober) – Dr. Sin Is In – 3:47

Am Donnerstag und Freitag wurden, aus ungeklärten Gründen, keine Lieder hochgeladen.

## Titelreihenfolge
1. „SCG IV“ – 0:42 (Musik & Text: Mr.Lordi)
2. „Girls Go Chopping“ – 4:02 (Musik: Mr. Lordi, Text: Mr.Lordi, Lipp)
3. „Bite It Like a Bulldog“ – 3:29 (Musik: Mr.Lordi, OX, Text: Mr.Lordi)
4. „Monsters Keep Me Company“ – 5:28 (Musik: Mr.Lordi, Kita, Amen, Text: Mr.Lordi)
5. „Man Skin Boots“ – 3:42 (Musik: Mr.Lordi, Text: Mr.Lordi, Lipp)
6. „Dr. Sin Is In“ – 3:47 (Musik: Kita, Amen, Text: Mr.Lordi)
7. „The Ghosts of the Heceta Head“ – 3:38 (Musik: Mr.Lordi, Amen, Text: Mr.Lordi, Lipp)
8. „Evilyn“ – 4:00 (Musik & Text: Mr.Lordi)
9. „The Rebirth of the Countess“ – 1:59 (Musik: Awa, Text: Mr.Lordi, Awa)
10. „Raise Hell in Heaven“ – 3:32 (Musik: Mr.Lordi, Text: Mr.Lordi, Lipp)
11. „Deadache“ – 3:28 (Musik: Mr.Lordi, Text: Mr.Lordi, Lipp)
12. „The Devil Hides Behind Her Smile“ – 4:12 (Musik: Mr.Lordi, Text: Mr.Lordi, Lipp)
13. „Missing Miss Charlene“ – 5:10 (Musik: Mr.Lordi, PK Hell, Text: Mr.Lordi, Lipp)

### Bonustracks
Es gibt 5 verschiedene Versionen des Albums, 4 haben Bonustracks.
1. Normale Version: Kein Bonus-Track
2. iTunes Store: „Dead Bugs Bite“ – 3:42
3. Japanische Version: „Where’s The Dragon“ – 3:01 und „Beast Loose in Paradise“ – 3:33
4. Digipak-Version: „Hate at First Sight“ – 3:33
5. Finnische Version: „The House“ – 4:17

### Japanische Bonus-DVD
Eine Bonus-DVD-Version von Deadache wurde in Japan veröffentlicht und enthält folgende Musikvideos:
- „Would You Love a Monsterman?“ (2002)
- „Devil Is a Loser“ (2003)
- „Blood Red Sandman“ (2004)
- „Hard Rock Hallelujah“ (2006)
- „Who’s Your Daddy?“ (2006)
- „Would You Love a Monsterman?|Would You Love a Monsterman 2006“ (2006)
- „It Snows in Hell“ (2006)
- „Bite It Like a Bulldog“ (2008)

## Singles
1. „Bite It Like a Bulldog“ – 3. September 2008
2. „Deadache“ – 10. Dezember 2008[7]

## Mitglieder
- Mr. Lordi – Lead vocals
- Amen – Electric guitar
- Kita – Drums, Backing vocals and arrangements
- OX – Bass
- Awa – Keyboards